# Yo Gabba Gabba!
Yo Gabba Gabba! war eine US-amerikanisch-kanadische Kinderserie des Senders Nickelodeon bzw. Nick Jr., und Treehouse TV die von 2007 bis 2015 ausgestrahlt wurde. In der Serie spielen fünf zum Leben erwachte Spielzeugfiguren, die von verkleideten Menschen gespielt werden, und der Mensch DJ Lance Rock die Hauptrollen. Es wurden 66 Folgen in vier Staffeln ausgestrahlt.